# Термен, Ричард Иосифович
Ричард Иосифович Термен (4 февраля 1870, Санкт-Петербург, Российская империя — 5 июля 1937, София, Болгария) — генерал-майор Генерального штаба, участник Первой мировой войны, белоэмигрант. Востоковед, геополитик.

## Краткая биография
Ричард (Ришар) Иосифович Термен происходил из переселившейся в Россию гугенотской семьи. Родился 4 февраля 1870 года в Санкт-Петербурге. Большую часть жизни он твёрдо придерживался реформатского (кальвинистского) вероисповедания, но перед смертью перешёл в православие, приняв имя Алексея. Был женат, имел троих детей. Брат — русский офицер Альфред Термен.
Будучи в 1893 г. откомандирован из 35-й артиллерийской бригады, Ришар Термен поступил на Офицерские курсы восточных языков при Азиатском департаменте МИД, которые окончил в 1896 году. Он в совершенстве овладел арабским и турецким языками.
В 1901-1908 гг. Термен служил на Кавказе. В 1905 - 1907 годах Термен совершил ряд разведывательных путешествий на территорию Османской империи (в Ванский, Битлисский, Диарбекирский и Эрзерумский вилайеты), по итогам которых вышли две книги с описанием географии и этнографии.
В 1908-1913 годах - в Сибири. В дополнение к офицерской службе, в 1910–1913 гг. состоял директором Николаевской публичной библиотеки Приамурского отдела Императорского Русского географического общества. В марте 1914 г. вернулся на Кавказ.
Незадолго до Первой мировой войны Ришар Термен был командирован в пограничную комиссию для проверки государственной границы между Россией и Турцией. Комиссия опиралась в своей деятельности на недавние (1911 года) результаты работ четырёхсторонней комиссии (русско-британо-турецко-персидской) по Турецко-персидскому разграничению.
Всю Первую мировую войну Термен сражался и служил на Кавказском театре военных действий. В ходе героической обороны Сарыкамыша Ударный отряд, под командованием полковника Термена (включавший 153-й пехотный Бакинский и 15-й Туркестанский стрелковый полки), мощной контратакой опрокинул врага, и это было началом конца 11-го турецкого корпуса (декабрь 1914 г.).
В ходе Первой мировой войны на оккупированной русскими войсками территории Османской империи было создано генерал-губернаторство. Братья Альфред и Ричард Термены были привлечены к управлению этими территориями в 1915 году по личному ходатайству Николая Юденича.

В 1920-1921 годах Термен проживал в Грузии, в Батуми. Через Турцию он эмигрировал из Грузии в Болгарию. Состоял помощником директора кадетского «Родного Корпуса» в Софии. В этой должности написал военно-педагогическую книгу «Кадетские традиции: собою жертвовать за Русь мощную и святую» (София, 1930), где охарактеризовал традиции кадетских корпусов как 
Вытяжку всего миросозерцания прежней Великой и Святой Руси...
В сентябре 1931 г. Термен выступил в Софии с юбилейным докладом, посвящённым историческим заслугам генерала Н. Н. Юденича, под началом которого он совершил свои самые известные военные достижения.
Умер Ришар Термен 5 августа 1937 года в болгарской столице Софии.

## Термен как геополитик
Летом 1906 года - в период очередного обострения русско-турецких отношений - штаб Кавказского военного округа командировал российского вице-консула в Ване Термена в находившийся под османским суверенитетом высокогорный санджак Хаккяри, населённый ассирийцами-несторианами.

В июле 1906 г. надворный советник Термен получил аудиенцию у несторианского патриарха Беньямина Мар-Шимуна. Это было через 11 лет после устроенной турками в 1895 году резни ассирийцев и армян в Диярбекире (Диярбакыре). Энергичный 20-летний патриарх произвёл на дипломата весьма благоприятное впечатление - и Термен спросил его напрямую: чью сторону возьмут несториане в случае ожидаемого конфликта России с Турцией? Мар-Шимун ответил: 
Если Россия займёт Ван, мы сможем выставить 40-тысячную армию и завоюем для России территорию от Битлиса до Мосула. 20 тысяч солдат я смогу послать туда, где это нужней всего будет России, остальные же 20 тысяч останутся здесь для обороны ассирийцев.

Комментируя в официальном отчёте слова патриарха, Термен высказал глубокое личное убеждение, что реальный успех Ассирийского дела возможен лишь 
в том случае, если они будут бороться за свою полунезависимось, которую им нужно дать наподобие Хивы и Бухары.
 В тогдашнем геополитическом контексте, данное решение могло бы дать Российской империи серьёзный перевес над империей Османской.

В годы Первой мировой войны патриарх Беньямин Мар-Шимун выказал себя одним из самых надёжных союзников Российской империи. С первых дней войны он начал формировать отряды самообороны. Чтобы надавить на патриарха, младотурецкие власти арестовали его родного брата Хормизда, который обучался в Константинополе. При этом поставили ультиматум: юношу повесят, если ассирийцы немедленно не сдадут оружие. Мар-Шимун ответил, что после всех ужасов, творимых турками над ассирийцами, разоружение невозможно, и добавил: 
Поскольку брат мой один, а народа моего много, я вынужден предпочесть потерять брата, но сохранить свой народ!
Термен уже в 1906 г. уделял большое внимание геополитическим устремлениям Великобритании, установившей свое влияние в Южном нефтеносном Иране, а теперь пытавшейся проникнуть в Восточную Анатолию.

## Послужной список

### Образование
- Александровский кадетский корпус (1887)
- Михайловское артиллерийское училище (1890, 1-й разряд, в 35-ю артиллерийскую бригаду),
- Курсы восточных языков при Азиатском департаменте МИДа (1895)
- Николаевская академия Генерального штаба (1901, 1-й разряд)

### Чины
- вступил в службу (31.08.1887)
- подпоручик со ст. 9.08.1888 (10.08.1890)
- поручик (9.08.1892)
- штабс-капитан (28.07.1896)
- капитан (23.05.1901) подполковник (6.12.1904)
- переименован в надворные советники (20.05.1905)
- переименован в подполковники (12.04.1908)
- полковник (6.12.1908)
- генерал-майор (12.08.1915).

### Прохождение службы
- в 35-й артиллерийской бригаде (1890—1901)
- обучался в Николаевской академии Генерального штаба (1898—1901)
- отбывал лагерный сбор в Кавказском военном округе (1901)
- отбывал цензовое командование ротой в 16-м гренадерском Мингрельском полку (9.11.1902 — 10.11.1903)
- старший адъютант штаба 20-й пехотной дивизии (2.04.1903 — 18.11.1903), обер-офицер для особых поручений при штабе 2-го Кавказского армейского корпуса (18.11.1903 — 6.12.1904)
- штаб-офицер для особых поручений при командующем войсками Кавказского военного округа (6.12.1904 — 20.05.1905)
- Имп. российский вице-консул в Ване (20.05.1905 — 12.04.1908)
- старший адъютант штаба Иркутского военного округа (12.04.1908 — 7.07.1908)
- штаб-офицер для поручений при штабе Иркутского военного округа (7.07.1908 — 30.11.1908)
- и. д. начальника штаба 6-й Сибирской стрелковой дивизии (30.11.1908 — 13.12.1909)
- отбывал цензовое командование батальоном в 24-м Восточно-Сибирском стрелковом полку (16.05.1909 — 17.09.1909)
- начальник штаба 6-й Сибирской стрелковой дивизии (13.12.1909 — 4.02.1912)
- начальник штаба 52-й пехотной дивизии (4.02.1912 — 31.03.1914)
- начальник штаба Кубанской пластунской бригады (31.03.1914 — после 1.06.1914)
- командир 80-го пехотного Кабардинского полка (20.01.1915 — после 17.05.1915)
- в резерве чинов при штабе Кавказского военного округа (29.11.1915 — ??.01.1916)
- начальник штаба 5-й Туркестанской стрелковой дивизии (??.01.1916 — 20.06.1916)
- начальник штаба Азербайджано-Ванского отряда (20.06.1916 — 26.07.1916)
- начальник штаба управления генерал-губернатора областей Турции, занятых по праву войны (26.07.1916 — после 3.01.1917)
- командир дивизии (с 07.10.1917)

### Награды
- Орден Святого Станислава 3 степени (23.04.1898)
- Орден Святой Анны 3 степени (16.01.1905)
- Орден Святого Станислава 2 степени (1911; 19.02.1912)
- Георгиевское оружие (ВП 17.05.1915).

## Семья
- Брат - Альфред Термен, подполковник, востоковед, в 1914 году издал теоретическую работу об управлении инородцами, в годы Первой мировой войны был начальником Ванского округа[3].